# Ме-сюр-Орн
Ме-сюр-Орн (фр. May-sur-Orne) — коммуна во Франции, находится в регионе Нижняя Нормандия. Департамент коммуны — Кальвадос. Входит в состав кантона Бургебюс. Округ коммуны — Кан.
Код INSEE коммуны — 14408.

## Население
Население коммуны на 2010 год составляло 1823 человека.
| 1962 | 1968 | 1975 | 1982 | 1990 | 1999 | 2010 |
| ---- | ---- | ---- | ---- | ---- | ---- | ---- |
| 1049 | 1085 | 1240 | 1345 | 1635 | 1716 | 1823 |

## Экономика
В 2010 году среди 1222 человек трудоспособного возраста (15—64 лет) 914 были экономически активными, 308 — неактивными (показатель активности — 74,8 %, в 1999 году было 71,2 %). Из 914 активных жителей работали 810 человек (418 мужчин и 392 женщины), безработных было 104 (52 мужчины и 52 женщины). Среди 308 неактивных 114 человек были учениками или студентами, 127 — пенсионерами, 67 были неактивными по другим причинам.